# 37 pr. n. št.
37 pr. n. št. je bilo po julijanskem koledarju navadno leto, ki se je začelo na ponedeljek, torek ali sredo, ali pa prestopno leto, ki se je začelo na ponedeljek ali torek (različni viri navajajo različne podatke). Po proleptičnem julijanskem koledarju je bilo prestopno leto, ki se je začelo na ponedeljek.
V rimskem svetu je bilo znano kot leto sokonzulstva Agripe in Gala, pa tudi kot leto 717 ab urbe condita.
Oznaka 37 pr. Kr. oz. 37 AC (Ante Christum, »pred Kristusom«), zdaj posodobljeno v 37 pr. n. št., se uporablja od srednjega veka, ko se je uveljavilo številčenje po sistemu Anno Domini.

## Dogodki
- Rimljani osvojijo Jeruzalem od Partov; Herod Veliki postane vladar Judeje, Ananel pa visoki svečenik.

## Smrti
- Aristobul II., judovski vrhovni svečenik (* ok. 100 pr. n. št.)
- Džing Fang, kitajski matematik in glasbeni teoretik (* 78 pr. n. št.)